# بولين
بولن (بالألمانية: Böhlen) هي بلدة ألمانية تقع في ألمانيا في ساكسونيا.[بحاجة لمصدر]  يقدر عدد سكانها بـ 6,943 نسمة .

## المدن التوأمة
مدن Aichwald و Vaulx-en-Velin هي مدن توأمة لـبولن.

## أعلام
- راينهارد بليتشيرت